# Батурино (Кожевниковский район)
Бату́рино — село в Кожевниковском районе Томской области, Россия. Входит в состав Чилинского сельского поселения.

## География
Село находится на самом юге Кожевниковского района (самый южный населённый пункт Томской области), недалеко от административной границы с Новосибирской областью (2 км по прямой на юг и 1,5 — на восток — до реки Оби). Само Батурино стоит на берегу реки Уень, чуть севернее впадающей в протоку Оби Гусиную. Напротив села из реки Уень прямо в Обь выходит протока (также именуемая Уень).

## История
Первое упоминание «новой деревни Батуриной» имело место в метрической книге Вознесенской церкви села Уртамского за 1811 год (ГАТО ф. 173 о. 1 д. 141) .
За 1810 год в Государственном архиве Томской области (ГАТО) метрическая книга Вознесенской церкви села Уртамского не сохранилась. В метрической книге Вознесенской церкви села Уртамского за 1809 год деревня Батурина не упоминалась.
Согласно исповедной ведомости Вознесенской церкви села Уртамского за 1818 год (ГАТО, ф. 170 о. 9 д. 46, листы 120-120 об), в деревне Батуриной в 1818 году жили 6 семей (дворов): 18 жителей мужского пола и 30 жителей женского пола.
По данным советского времени, село основано в 1876 году.
По данным на 1926 года состояло из 401 хозяйства, основное население — русские. Административный центр Батуринского сельсовета Вороновского района Томского округа Сибирского края.

## Население
| 1926 | 2002 | 2010 | 2012 | 2013 | 2014 | 2015 |
| ---- | ---- | ---- | ---- | ---- | ---- | ---- |
| 1930 | ↘542 | ↘411 | ↘395 | ↘392 | ↘391 | ↘387 |
| 2021 |      |      |      |      |      |      |
| ↘331 |      |      |      |      |      |      |

Национальный состав
Согласно результатам переписи 2002 года, в национальной структуре населения русские составляли 83 %.

## Социальная сфера и экономика
В селе работают основная общеобразовательная школа, фельдшерско-акушерский пункт, библиотека и дом культуры.
Основу местной экономической жизни составляют сельское хозяйство и розничная торговля.